# Gonzalo López Alba
Gonzalo López Alba (Villafranca del Bierzo, 1959-Madrid, 5 de febrero de 2018) fue un periodista y escritor español que publicó en numerosos medios de comunicación.

## Biografía
Comenzó su carrera profesional en Radio Nacional de España para pasar después a prensa escrita. Trabajó en Diario 16, ABC, El Sol y Público, entre otros. Recientemente colaboró con El Confidencial, Interviú y Vozpópuli. Su última columna fue publicada el día antes de su fallecimiento en el periódico digital Infolibre.
Estaba especializado en crónica política y en información relativa al PSOE. Había publicados tres libros: un ensayo político y dos novelas. En 2015 publicó un informe en la Fundación Alternativas alertando de los peligros que suponía el cambio de era en los medios de comunicación. En 2007 fue galardonado con el Premio Luis Carandell de Periodismo al «Cronista parlamentario» que otorga el Senado de España.
Falleció el 5 de febrero de 2018. El 5 de marzo tuvo lugar un homenaje en su nombre en el Congreso de los Diputados donde acudieron más de 400 personas incluyendo a su amigo el expresidente José Luis Rodríguez Zapatero.
En agosto de 2020, el Ayuntamiento de Madrid puso una placa de homenaje a Gonzalo López Alba en su barrio de Carabanchel a propuesta del Grupo Municipal Socialista del distrito de Carabanchel en la calle Invencibles.

## Obras
- El Relevo (2002)
- Los años felices (Planeta, 2014)
- My dear love (Amazon, 2017)